# Octavius (barco)
El Octavius (Octavio) fue un barco fantasma del siglo XVIII, probablemente una leyenda y no real. Según la leyenda, la goleta de tres mástiles fue hallada al oeste de Groenlandia por el ballenero Herald el 11 de octubre de 1775.1
Abordada como buque abandonado, el grupo de abordaje de cinco hombres halló a toda la tripulación de 28 personas bajo cubierta: estaban muertos, congelados y casi perfectamente conservados. El cadáver del capitán supuestamente estaba sentado frente a la mesa de su camarote, pluma en mano (como en la leyenda de la goleta Jenny) con el cuaderno de bitácora abierto delante de él. En su camarote también estaban los cadáveres de una mujer, un niño cubierto con una manta y un marinero con una lata de yesca. El grupo de abordaje solamente tomó el cuaderno de bitácora antes de abandonar el barco, porque no deseaban seguir investigando. La última entrada del cuaderno de bitácora estaba fechada el 11 de noviembre de 1762, lo cual indicaba que el barco había estado perdido en el Ártico por 13 años. Como el cuaderno de bitácora estaba congelado, las hojas se desprendieron de su empaste, quedando solamente la primera página y unas cuantas de las últimas páginas.
El supuesto trasfondo de la leyenda es que el Octavius zarpó en 1761 desde Inglaterra hacia el Extremo Oriente, arribando con éxito a su destino el año siguiente. El capitán apostó que volvería a través del traicionero y poco conocido Paso del Noroeste, con el desafortunado resultado que el barco quedó atrapado en las banquisas al norte de Alaska; por lo tanto, el Octavius cruzó el Paso del Noroeste de forma póstuma. El barco nunca fue visto de nuevo después de su encuentro con el Herald (siendo arrastrado por el viento y las corrientes en la noche siguiente a su encuentro). La última posición registrada del barco mientras su tripulación estaba viva fue 75°N 160°O / 75, -160, unas 250 millas al norte de Barrow, Alaska, mientras que el barco fue descubierto cerca de Groenlandia.
Anteriormente habían aparecido leyendas similares que compartían algunos elementos, aunque no todos, de la leyenda del Octavius. En una versión de 1905, rastreada por David Meyer, el barco se llamaba Gloriana y no se mencionaba el Paso del Noroeste. La primera versión de la leyenda rastreada hasta el momento por Meyer apareció publicada el 13 de diciembre de 1828 en el periódico The Ariel: A Literary and Critical Gazette de Filadelfia. En esta versión, tampoco se menciona el Paso del Noroeste y el barco abandonado no tiene nombre. El período entre el 11 de noviembre de 1762 hasta agosto de 1775 es mencionado como 17 años.

## Cultura actual
- Este barco y su leyenda parecen ser una fuente de inspiración para el argumento de la novela gráfica El demonio de los hielos (1974), de Jacques Tardi.[5] Ambientada en 1889, un paquebote llamado L'Anjou cruza el Mar de Barents y se encuentra con un extraño y fantasmal barco que está encallado en la cima de un enorme iceberg. El barco se llama Paquebote de Islandia y cuando la tripulación del L´Anjou sube a bordo de este luego de trepar por el iceberg, hallan a toda su tripulación congelada, incluso al capitán congelado en su camarote, con su dedo apuntando misteriosamente a un punto de su carta náutica (donde se encuentran actualmente). Poco después, el L'Anjou explota delante de ellos y quedan varados en el barco fantasma
- El Octavius aparece en una misión naval del videojuego Assassin's Creed III, a bordo del cual Connor Kenway, el protagonista, busca pistas sobre el paradero del tesoro perdido de William Kidd.[6][7][8][9]
- La banda de heavy metal Ghost Ship Octavius fue llamada por el barco de la leyenda.[10]